# 分別と多感

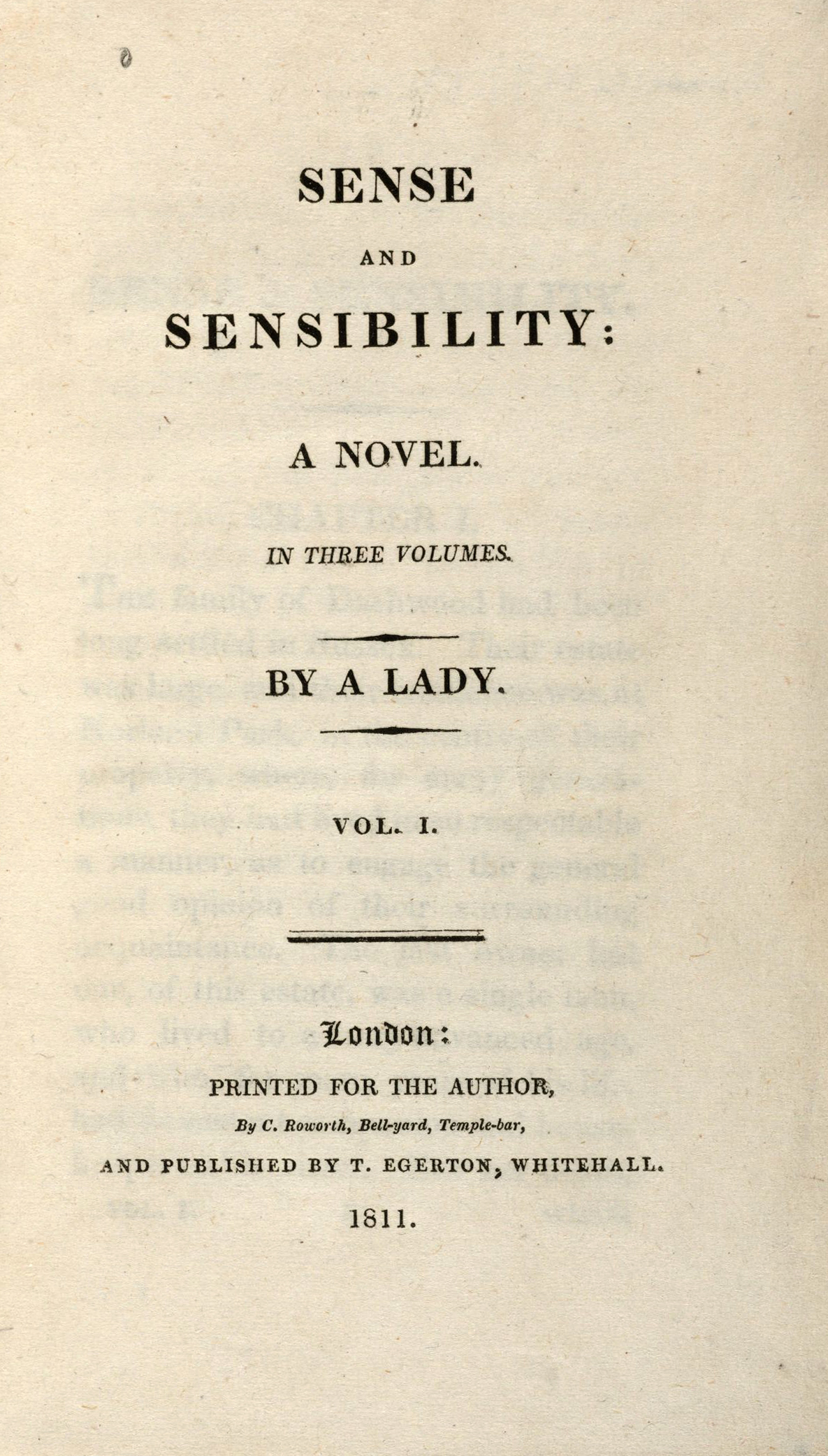
Sense and Sensibility, 1811

『分別と多感』（ふんべつとたかん、Sense and Sensibility ）は、イングランド生まれの女性作家ジェイン・オースティンの長編小説。1811年に発表された。訳題は他に『知性と感性』もある。

## 概要
ダッシュウッド家の主人は指定相続人である息子ジョンに義母と腹違いの娘たちの後援を頼みこみつつ死亡した。しかしジョンは妻のファニーに言いくるめられ、一家の財産を結局はびた一文渡さなかったために、後妻であるダッシュウッド夫人とその娘たちは客の立場に立たされただけでなく、期待していた援助を全く受けられなかった。ファニーの弟のエドワードはやがて同居するが、長女のエリナーと恋仲らしきものになる。エドワードは多大な財産を相続できる可能性がある。しかしファニーはそれも気に入らず、折り合いが悪くなったダッシュウッド夫人たちは、従兄妹のサー･ミドルトンの後援を得られることになり、屋敷を離れてバートン・コテージに引っ越した。そして姉妹は資産家ではないが、やがて叔母の財産を相続できるというウィロビーと知り合う。一方でブラントン大佐もマリアンに恋をし、拒絶されながらも一途に思い続けている。
社交好きなミドルトン夫妻を中心に一同は社交を続けるが、突如ブラントン大佐はロンドンへ旅立ち、やがてウィロビーとエドワードも理由も分からずに去っていった。
ミドルトン夫人の母親であるジェニングズ夫人がミドルトン夫妻の屋敷に滞在すると、エリナーとマリアンは気に入られることになる。そしてジェニングズ夫人が年末にロンドンへ帰ることになると、2人を招待した。エリナーは消極的だが、ロンドンでウィロビーに会える期待でマリアンに押し切られて招待を受けた。
ロンドンでウィロビーに再会するがすげない態度を取られ、挙句絶縁の手紙を受け取るとマリアンは絶望する。ブラントン大佐はウィロビーが自分が親代わりに保護している女性を捨てたことを知っており、そのことをエリナーにのみ明かし、ウィロビーとマリアンが婚約しなかったことを安堵させた。一方でエリナーはスティール姉妹がロンドンに滞在するミドルトン夫人に気に入られたために付き合いが出来た。スティール姉妹の妹であるルーシーはエリナーに自分はエドワードの婚約者であることを知らせ、エドワードに愛されているとその証拠を見せる。エリナーはエドワードを諦めた。エドワードにはすでに母と姉が資産家の女性との縁談をお膳立てしていたため、ルーシーと婚約していることがばれると、母と姉から婚約を破棄するように迫られるがそれを拒絶したために勘当されてしまった。ブラントン大佐はそれを知ると自分が持つささやかな聖職禄をエドワードに提供した。
ロンドンに滞在している意味がなくなったダッシュウッド姉妹は母の元に帰りたくなったが、ジェニングズ夫人は姉妹を気に入っているため、返したくない。そのため妥協案として姉妹の住んでいる場所に近いパーマー夫妻の屋敷にジェニングズ夫人と共に滞在する案が示され、姉妹はそれを受けた。しかしマリアンはそこで心労から病になってしまい、一時は生命の危機かとも思われ、ブラントン大佐が母親のダッシュウッド夫人を連れて来る事になった。しかし屋敷に入ってきたのはウィロビーであった。ウィロビーは自分の過ちのためにブラントン大佐の保護している女性を無下に捨てた形となり、そのためにブラントン大佐が怒ったため、その話がスミス夫人というウィロビーに遺産を残してくれそうな女性に知られ、その話がなくなったこと、そしてそのため金のために結婚する羽目になったこと、マリアンをまだ愛していること、などをエリナーに伝えた。マリアンが死ぬかもしれないと思って思わず駆けつけたのだが、生命の危機はないと知り、去っていった。
やがてルーシー・スティールが結婚したことを知るがその相手がエドワードでなくロバートであったことをエリナーの許にやってきたエドワード本人から知らされた。エドワードは自分が過去の成り行きからルーシーと婚約したこと、そして愛を失いながらも誠実さのために婚約を破棄しなかったこと、しかしルーシーは去り、エドワードの代わりに莫大な資産を受け取ったロバートが兄に対するあてつけのためかルーシーと結婚したことを伝えた。エリナーはエドワードと結婚し、ブラントン大佐から与えられた聖職に付き、勘当を取り消された。やがてマリアンも周囲の圧力もあり、一途に愛してくれていたブラントン大佐と結婚した。

## 登場人物

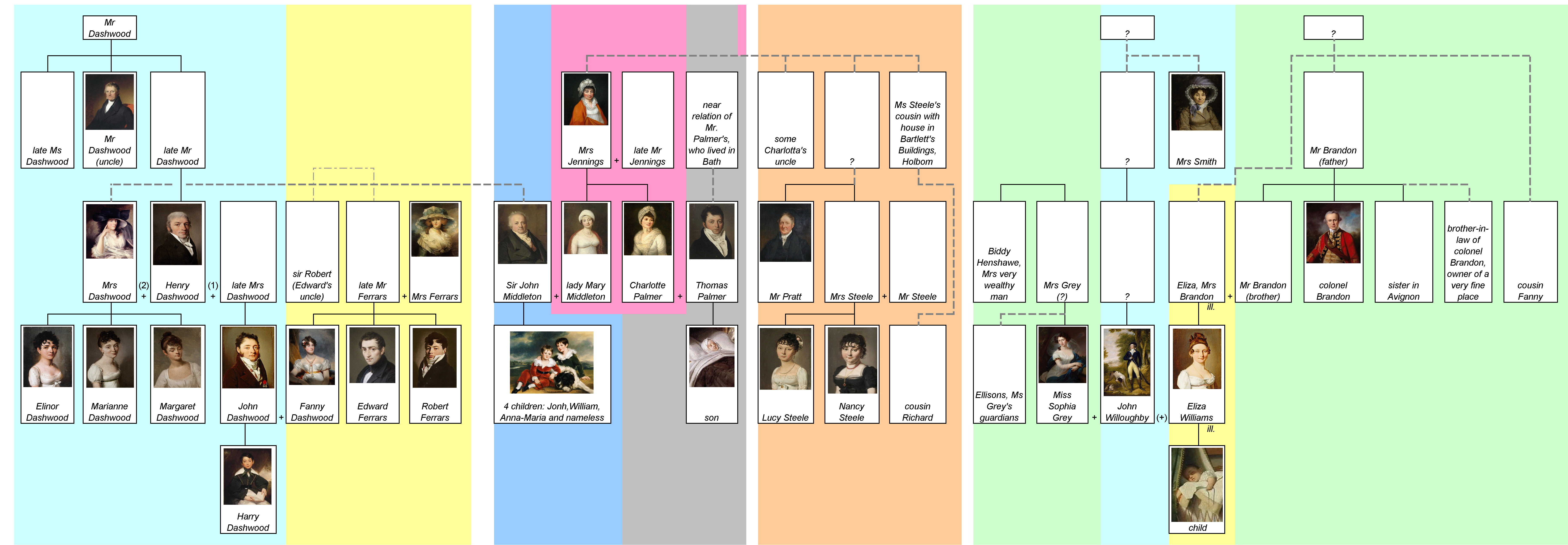
家系図

下記における年齢は物語に登場する時のもの。
エリナー・ダッシュウッド
ダッシュウッド家の長女。19歳。知的で思慮深く、恋に対しても分別をもっていて、感情を表にあまりあらわさない。
マリアン（マリアンヌ）・ダッシュウッド
ダッシュウッド家の次女。16歳。美人。情熱的で多感。すぐに感情を行動で表すタイプで、衝動的な恋をする。
エドワード・フェラーズ
ファニー・ダッシュウッドの弟で誠実な青年。エリナーと惹かれあうが、それ以前にルーシーと秘密の婚約をしていた。
ジョン・ウィロビー
美青年。マリアンが好意を持っている相手。女好きで、女性関係に対して不誠実な面がある。ミドルトン家の隣人。
ブランドン大佐
35歳の中年男性。兄の死で相当な財産を受け取った。幼馴染のエリザ・ウイリアムスと恋仲であったが、父の命によってエリザは兄と結婚した。エリザの面影のあるマリアンに恋心を寄せるが、当初は相手にされない。ただ立派な紳士で、周囲の人物達から好感をもたれている。
ダッシュウッド夫人
エリナー、マリアン、マーガレットの母親で、先代のダッシュウッド氏（ヘンリー）の後妻で未亡人。40歳。ジョン・ダッシュウッドの継母にあたる。
マーガレット・ダッシュウッド
ダッシュウッド家の三女。13歳。
ジョン・ダッシュウッド
先代のダッシュウッド氏の先妻の子。先々代のダッシュウッド氏の遺産を長男のハリーが受け取ることになる。資産家で夫人も資産を持っている。継母と妹達の行く末を父に頼まれるが、さほどの熱意はなく実行したことは無い。
ファニー・ダッシュウッド
ジョンの妻。エドワードとロバートの姉。資産家でさらに遺産を受け取ることになっている。義母のダッシュウッド夫人や義妹達に対してはびた一文も渡したくなく、夫をうまく操縦している。
サー・ジョン・ミドルトン
ジョン卿。ダッシュウッド夫人の従兄妹。格安で敷地内のコテージを従兄妹とその娘たちに提供し、以後も頻繁に自宅に招く。
ミドルトン夫人
ジョン卿の妻。子供を可愛がる以外には何も無い女性。夫の社交好きに合わせており、客が子供たちを褒めるのを期待している。
ジェニングズ夫人
ミドルトン夫人とパーマー夫人の母親。成り上がり者の商家の未亡人で、娘たちを良家に嫁がせた。特にミドルトン夫妻の屋敷には度々滞在する。エリナーとマリアンをロンドンの自宅に招待し滞在させる。
パーマー夫人（シャルロット）
ジェニングズ夫人の娘で、ミドルトン夫人の妹。
Mr.パーマー（トーマス）
シャルロット・パーマーの夫。
フェラーズ夫人
エドワードとロバートの母親で資産家。癇癪持ちで、小利口な次男のロバートの方を可愛がっている。
ロバート・フェラーズ
エドワードの弟。兄を出し抜いたつもりでルーシーと電撃的に結婚し、却って兄を助けることになる。
アン（ナンシー）・スティール
エドワードの家庭教師だった男を父に持つ。あまり上品でなく、口が軽いなど、色々と抜けているところがある女性。
ルーシー・スティール
アンの妹。自分の目的に邁進する女性。エドワードと秘密の婚約をしていたが、エドワードがそのために勘当されるとその弟に乗り換える。そのために夫も勘当されるが、持ち前のゴマすりで義母の心を和らげ勘当を解かせた。
エリザ・ウイリアムス（娘）
エリザ・ブランドンの忘れ形見。ブランドン大佐が後見人となる。15歳のときウィロビーと恋に落ちて一児を産むが、捨てられた。マリアンとほぼ同年代。
エリザ・ウイリアムス（母）
ブランドン大佐の幼馴染で恋人。兄Mr.ブランドンと結婚し、愛されぬまま病死した。
ソフィア・グレイ
資産家の娘で、意地の悪い人物。ウィロビーを夫とする。
スミス夫人
ウィロビーの叔母で、資産家。

## 日本語訳
- 『いつか晴れた日に 分別と多感』 真野明裕訳、キネマ旬報社、1996年
- 『分別と多感』 中野康司訳、ちくま文庫、2007年
- 『知性と感性』 工藤政司訳、近代文藝社、2007年。グーテンベルク21※、2021年
- 『分別と多感』 日向由美訳、ハーレクイン※、2007年 - 抄訳で女性向けに読みやすくアレンジしている
- 『分別と多感　エリナとメアリアン』 伊吹知勢訳、文泉堂出版「ジェイン・オースティン著作集1」、1996年 - 元版・新月社、1948年を復刻
- 『理性と感性』 パーカー敬子訳、あさ出版※、2024年

※は電子書籍での刊行

## 関連作品
漫画
- 『薔薇の恋 百合の恋 ～分別と多感～』 望月玲子、宙出版 ロマンスコミックス、2010年。電子出版で再刊

映画・ドラマ化
- いつか晴れた日に - アン・リー監督が1995年に映画化。原題は原作と同じだが、邦題はこの題名で公開された。
- 分別と多感 - 1981年と2008年にBBCがテレビシリーズを放送した。前者は絶版だが、後者は日本でも見られる。

パロディ
- エマ・テナント（英語版） "Elinor and Marianne", 1996
  - 『エリノアとマリアンヌ 続・分別と多感』 向井和美・葛山洋訳、青山出版社、1996年
- Jane Austen & Ben H. Winters "Sense and Sensibility and Sea Monsters", 2009 - 『高慢と偏見とゾンビ』と同じ趣向による怪獣物語